# Zlata Adamovská
Zlata Adamovská (9 de marzo de 1959) es una actriz checa.

## Vida y carrera
Nacida en Praga, ha protagonizado varias películas y series de televisión, entre ellas Sanitka y Noc smaragdového měsíce, que participó en el 35.º Festival Internacional de Cine de Berlín. Desde 1990 es miembro del conjunto del Teatro Vinohrady. En diciembre de 2018 aceptó desempeñar un papel en la película Ženy v běhu. Allí interpretó el papel de Vera, una mujer con tres hermanas interpretadas por Tereza Kostková, Veronika Khek Kubařová y Jenovéfa Boková.
Ha actuado en Theatre Studio DVA en múltiples papeles, entre ellos en Misery y Vzpomínky zůstanou.

## Filmografía seleccionada
- The Young Man and Moby Dick (1979)
- Love Between the Raindrops (1979)
- Princ a Večernice (1979)
- Ženy v běhu (2019)
- O vánoční hvězdě (2020)